# مجید ایوبی
مجید ایوبی (زادهٔ ۲۱ سپتامبر ۱۹۸۰) بازیکن سابق فوتبال اهل ایران است.
از باشگاه‌هایی که در آن بازی کرده‌است می‌توان به سایپا، مس کرمان و نفت مسجد سلیمان اشاره کرد.مجید ایوبی در سال ۱۴۰۲ رسما از دنیای فوتبال خداحافظی کرد.